# 応用科学
応用科学（おうようかがく、英語：applied science）とは、科学的方法と科学的知識を実用上の目的を達成するために活用する科学分野で、工学や医学などの幅広い学問分野を含む。自然現象やその他の現象などを予測し説明する科学理論の発展に重点を置く基礎科学とは対比される。
応用自然科学だけでなく、応用形式科学、応用社会科学もある。応用科学の例としては、統計学や確率論を応用した遺伝疫学や、犯罪学を含む応用心理学などが挙げられる。
OECDは研究開発（R&D）を基礎研究と応用研究、試験的開発に分け、応用研究を「主として特定の実用上の目的や目標に向けて、新たな知識を得るために行う一次研究」と定義している。一方で、この定義は曖昧かつ主観的であり、研究開発は基礎研究と応用研究の両方の要素を含み得ることに加え、研究の進展に伴いこの重点は変化していくものだという批判もある。
総合科学と同一とみなされることもあるが、総合科学は基礎科学の学問分野も含むため、正確には別の概念である。一般的に応用科学は、基礎科学との棲み分けがある程度できている。
基礎科学の成果を実用的に使えるものにすることなどを目指すことから実用学、実学（じつがく）ということもある。

## 応用科学の一覧
応用科学には、以下のような学問がある（括弧内は利用させる基礎科学の学問分野、:の後ろは日本の大学で概ね対応する学部）。
- 医学 - 歯学 （生物学、化学、物理学）： 医学部・歯学部
- 薬学（化学、生物学）： 薬学部
- 農学 - 森林科学 - 林学 - 畜産学 - 水産学 - 獣医学（物理学・化学・地球科学・生物学）：農学部・水産学部・獣医学部
- 工学・理工学・理学（物理学・化学・地球科学・生物学）： 工学部・理工学部・理学部
- システム科学 - 情報学 - 計算機工学 - 計算機科学（物理学・化学・地球科学・生物学）： 情報学部・情報工学部・情報科学部

## 応用理学
類似の用語に応用理学（おうようりがく）があり、こちらは、応用物理学や応用化学、応用数学など、理学をより工学に近い研究対象として扱う自然科学群を表す用語となっている。
したがって、科学技術研究調査では、「応用理学」は自然科学部門の区分「工学」に分類されている。内容例示は応用理学、応用物理学など。
高知大学には理工学部改組前の理学部に応用理学科を置いていた。また大学院理学研究科にあった応用理学専攻を総合人間自然科学研究科理工学専攻へ改組により応用理学コースに変更している。東海大学には工学部の応用理学科、大学院工学研究科の応用理学専攻をそれぞれ応用理化学科、応用理化学専攻など理化学の語を含む名称に改組。北海道教育大学教育学部釧路校には改組前の総合科学課程に応用理学コースを設けていた。また各大学で応用理学講座/応用理学教室を設けていた（東北大学や大阪大学、九州大学、福井大学、電気通信大学など）。
技術士には実際に専門部門で「応用理学部門」があり、この分野には「物理及び化学」、「地球物理及び地球化学」、「地質」の3つの選択科目が設けられている。